# Willi Engels
Willi Engels (* 12. Juni 1902 in Köln; † 17. Januar 1986 in Ost-Berlin) war ein deutscher kommunistischer Widerstandskämpfer gegen den Nationalsozialismus, Interbrigadist, Oberst der NVA und Militärattaché der DDR in Polen. Von 1956 bis 1963 war er Kandidat der Zentralen Parteikontrollkommission der SED.

## Leben
Die Eltern von Willi Engels führten in Köln-Ehrenfeld eine Gastwirtschaft, starben aber schon als er erst 15 Jahre alt war. Er besuchte die Volks- u. Mittelschule, absolvierte eine Ausbildung zum Kellner und arbeitete anschließend in diesem Beruf. 1924 zog Engels nach Berlin und trat 1927 in die KPD ein. Er arbeitete in den Berliner Kaffeeröstereien Wilhelmshallen und Café des Westens und wurde dort bald zum Betriebsratsvorsitzenden gewählt und organisierte 1929 einen Streik der Angestellten der Hotels, Restaurants und Caféhäuser rund um den Bahnhof Zoo. Wegen „kommunistischer Propaganda am Arbeitsplatz“ wurde er daraufhin fristlos entlassen. Bei seiner Klage dagegen vertrat ihn  Hilde Benjamin als Rechtsanwältin. Nach längerer Arbeitslosigkeit fand er Arbeit in der von Julius Wordelmann geleiteten Kantine im Karl-Liebknecht-Haus. Von 1931 bis 1933 war er Vorsitzender der Berliner Gewerkschaft Nahrung und Genuß der RGO.
1933 leistete er illegale politische Arbeit, wurde aber bereits im April verhaftet und in das KZ Sonnenburg verbracht. Nach seiner Freilassung im August 1933 leistete er wieder illegale politische Arbeit in Berlin-Charlottenburg. Als es in seinem Umfeld zu Verhaftungen kam, emigrierte er 1936 in die Tschechoslowakei, anschließend in die Niederlande, nach Belgien und Luxemburg. 1937 ging er nach Spanien, um im Spanischen Bürgerkrieg in den Internationalen Brigaden zu kämpfen. Er wird dort politischer Kommissar der XI. Internationalen Brigade, später Adjutant in der Militärzentrale in Barcelona. Er war Mitbegründer  des Einheitskomitees deutscher Sozialdemokraten und Kommunisten in Albacete. Nach dem Spanienkrieg wird er in den französischen Internierungslagern St. Cyprien, Gurs und Le Vernet festgesetzt und später dann nach Deutschland ausgeliefert. Er wurde wegen „Vorbereitung zum Hochverrat“ zu 18 Monaten Gefängnis verurteilt und anschließend im KZ Sachsenhausen inhaftiert. Dort gelang es ihm, Arbeit in der Küche zu bekommen, wo er unter Lebensgefahr Diätkost für Kameraden besorgte, die diese Hilfe dringend benötigten, so auch für Max Reimann. Im April 1945 gelang ihm die Flucht von einem Außenkommando.
Nach der Befreiung vom Nationalsozialismus war er im Mai/Juni 1945 zunächst Mitarbeiter der Kriminalpolizeiinspektion Berlin-Britz. 
Ab Juli 1945 war er in der IG Nahrung und Genuß beim FDGB-Bundesvorstand tätig; zuletzt bis 1949 als Vorsitzender der Gewerkschaft. Mit der Zwangsvereinigung von SPD und KPD  1946 wurde er Mitglied der SED und besuchte 1949/50 einen Lehrgang an der Parteihochschule „Karl Marx“, von 1951 bis 1954 absolvierte er dort ein Fernstudium. 
Von 1950 bis 1952 war Engels Schulungsleiter bei der Hauptverwaltung der Deutschen Grenzpolizei. Von November 1954 bis Januar 1961 war er Vorsitzender der Parteikontrollkommission der SED in der Politischen Verwaltung der Kasernierten Volkspolizei (KVP) bzw. ab 1956 der NVA. Von 1956 bis 1963 war er außerdem Kandidat der Zentralen Parteikontrollkommission der SED. 1961/62 wurde er zum Militärattaché in Polen ernannt. In den Ruhestand versetzt wurde Engels mit dem Dienstrang Oberst.
Willi Engels wurde in der Gräberanlage für Opfer des Faschismus und Verfolgte des Naziregimes des Zentralfriedhofs Friedrichsfelde bestattet.

## Auszeichnungen
- Medaille für Kämpfer gegen den Faschismus
- Verdienstmedaille der Nationalen Volksarmee in Gold
- 1956 und 1962 Vaterländischer Verdienstorden in Silber und 1977 in Gold
- 1982 Karl-Marx-Orden